# Кулина вода
Ку̀лина вода̀ е село в Северна България. То се намира в община Белене, област Плевен.

## География
Село Кулина вода е разположено в Централна Северна България, община Белене, област Плевен. Намира се на 15 километра от град Белене по пътя за град Никопол, като се отбива от главния път в продължение на 5 километра.
Географското разположение на селото е по дължина в падина, намираща се между два високи хълма. Селото е разделено от преминаващ поток, на две основни части, разположени по двете страни на хълмовете. Основната дейност и препитание е земеделието под формата на частна собственост и кооперации. Средната възраст на населението е висока. Преобладаващата религия е православната.

## История
Селото е притежавано през Средновековието от българския болярин Кулин като феодално имение. По време на турското владичество, поради скритото си географско положение, село Кулина вода остава почти незасегнато от „османския ятаган“. Слуховете говорят, че селяните разбират със закъснение, че България е освободена. През демокрацията селото запада с огромни темпове и икономически срив.

## Културни и природни забележителности
За размерите си, село Кулина вода може да се похвали, че има обществена библиотека, детска градина, Кино, Фурна, Футболен стадион и Поща.

## Редовни събития
На 8 ноември се провежда съборът на селото.